# Atentado contra policías de Pittsburgh de 2009
El atentado contra policías de Pittsburgh de 2009 se produjo el 4 de abril de 2009 en 1016 Fairfield Street en la zona de Stanton Heights, Pittsburgh, Pensilvania, Estados Unidos, derivado del argumento entre una madre y su hijo de 22 años de edad sobre un perro orinando en la casa. Aproximadamente a las 7:11 a. m. EDT, Richard Poplawski, de 22 años de edad, abrió fuego contra dos agentes de policía de Pittsburgh que respondieron a una llamada al 9-1-1 de la madre de Poplawski, que estaba tratando de conseguir que los agentes de policía retiraran a su hijo de la casa. A pesar de contarle a la operadora del 9-1-1 que Poplawski tenía armas, a los policías no se les dijo eso. Tres policías fueron confirmados muertos, y otros dos resultaron gravemente heridos.
De acuerdo con el jefe de policía de Pittsburgh, Nathan Harper, Poplawski estaba armado con un rifle semiautomático estilo AK-47, una escopeta y tres pistolas (un revólver .357 Magnum, una pistola calibre .380 y una pistola calibre .45 ACP), protegido por un chaleco a prueba de balas, y que había estado al acecho de los oficiales. De acuerdo con la policía y testigos, Poplawski mantuvo a la policía a raya durante cuatro horas mientras los oficiales caídos quedaron sangrando cerca, sus colegas no pudiendo llegar a ellos. Más de 600 tiros fueron disparados por los equipos SWAT y Poplawski.
Las víctimas fueron los primeros oficiales de la ciudad de Pittsburgh muertos en acto de servicio en 18 años. El incidente fue el tercer ataque más mortífero a la policía de Estados Unidos desde los atentados del 11 de septiembre, tras un tiroteo masivo en 2016 en Dallas, Texas; y un par de tiroteos relacionados dos semanas antes en Oakland, California.
El 28 de junio de 2011, Poplawski fue condenado a muerte por inyección letal por tres cargos de asesinato en primer grado.

## Tiroteo
A las 7:03 a. m. EDT, los oficiales Paul Sciullo y Stephen Mayhle de la Oficina de Policía de Pittsburgh respondieron a una llamada al 9-1-1 de la madre de Poplawski durante un disturbio doméstico. Cuando los agentes llegaron al lugar, la madre abrió la puerta, explicando que quería a Poplawski fuera de la casa. Cuando los dos agentes entraron en la casa, Poplawski, según los informes, llevaba un chaleco antibalas y estaba «al acecho». Sciullo recibió un disparo de inmediato en la cabeza. Casi inmediatamente después, el oficial Mayhle también recibió un disparo en la cabeza.
El oficial Eric Kelly, de camino a su casa después de terminar su turno de la noche, escuchó la llamada de auxilio y llegó a la escena. Poplawski entonces disparó a Kelly mientras él estaba tratando de ayudar a Sciullo y Mayhle. El oficial Timothy McManaway llegó al lugar y recibió un disparo en la mano al intentar llevar a Kelly a un lugar más seguro. McManaway buscó resguardo y devolvió el fuego. Otro agente, Brian Jones, sufrió una fractura en la pierna cuando una valla que subía colapsó. Poco tiempo después, más oficiales, miembros del equipo SWAT y otros agentes del orden llegaron y abrieron fuego también.
Un vecino que presenció el incidente informó: «Ellos no podían conseguir asegurar la escena lo suficiente para llegar a ellos. Ellos yacían sangrado, para el tiempo que aseguraron la escena lo suficiente para llegar a ellos, era demasiado tarde».
El enfrentamiento con la policía duró aproximadamente cuatro horas. El amigo de Poplawski, Edward Perkovic dijo que recibió una llamada en el trabajo de Poplawski durante la cual dijo: «Eddie, voy a morir hoy. ... Dile a tu familia que los amo y te amo». Perkovic dijo: «Oí disparos y él colgó. ... Parecía como si estuviera con dolor, como si le dispararon». De acuerdo con las fuentes, Poplawski recibió un disparo en la pierna antes de entregarse a las autoridades. Poplawski fue transportado al UPMC Presbyterian después del tiroteo donde fue tratado bajo custodia. El 5 de abril, Poplawski fue trasladado del hospital a la cárcel del condado de Allegheny.

## Perpetrador y víctimas

### Perpetrador
Richard Andrew Poplawski (nacido el 12 de septiembre de 1986) vivía con su madre y su abuela en el barrio de Stanton Heights, en Pittsburgh. Poplawski se había alistado previamente en el Cuerpo de Marines de los Estados Unidos, pero fue dado de baja del campo de entrenamiento después de lanzar una bandeja de comida a un instructor.
El 14 de septiembre de 2005, Poplawski presuntamente agredió a su novia de entonces, fuera de su casa. Un mes más tarde, Poplawski supuestamente violó una orden de protección al presentarse en el lugar de trabajo de la mujer. Poplawski había perdido recientemente su trabajo en una fábrica de vidrio, y según los informes, estaba bastante molesto por la pérdida del empleo. Los vecinos de Poplawski también informaron que Poplawski estaba involucrado en varios argumentos con los vecinos, incluyendo un par de peleas a puñetazos, y un incidente en el que insultó a un residente afroamericano de Stanton Heights gritando un insulto racial en su rostro.
Poplawski se trasladó a Florida en 2006, y alquiló una habitación en la casa de una mujer. Sin embargo, más tarde se lo expulsó después de que el pastor alemán de la mujer desapareció mientras estaba bajo el cuidado de Poplawski. Más tarde se mudó con el vecino de la mujer, que dijo que habló con cariño de su abuela, pero parecía decepcionado de su madre.
Después de su regreso a casa, él adoptó dos mezclas de pit bull de un refugio de animales local, uno de los cuales más tarde se orinó en la alfombra de su madre, lo que provocó los disparos del 4 de abril.

#### Puntos de vista políticos
Edward Perkovic, un amigo de Poplawski, dijo que el hombre armado temía «la prohibición de armas de Obama que estaba en camino» y que «no le gustaba que nuestros derechos sean infringidos». Perkovic también declaró que a Poplawski «no le gustaba que los sionistas controlaran los medios de comunicación y controlaran, ya sabes, nuestra libertad de expresión» y que «no le gustaba el control de las armas de fuego que estaba a punto de suceder. Creía en todo lo que nuestros antepasados pusieron ante nosotros y pensó que eso estaba siendo distorsionado». Otro viejo amigo, Aaron Vire, dijo que Poplawski temía que el presidente Obama le iba a quitar sus derechos.
Poplawski realizó publicaciones en las que afirmaba que «el gobierno federal, los medios de comunicación, y el sistema bancario en los Estados Unidos están fuertemente bajo la influencia de -- si no están completamente controlados por -- intereses sionistas. Un colapso económico del sistema financiero es inevitable, trayendo consigo un cierto grado de malestar social, si no la balcanización pura y simple de los Estados Unidos continentales, una guerra civil/revolucionaria/racial ... Este colapso es probablemente diseñado por los poderes judíos de élite en orden de realizar una toma de poder y de activos».
El 13 de marzo de 2009, Poplawski escribió en un sitio web de supremacía blanca que «GOS (gobierno de ocupación sionista) es ... uno puede leer la lista de personas importantes en el gobierno y en las grandes corporaciones y ver quién está tirando de las cuerdas. Uno puede observar las políticas y los productos finales y debe salir con pocas dudas de que hay ocupación sionista y -- después de algunas investigaciones adicionales y pensamiento crítico -- va a descubrir sus intenciones insidiosas».
Mark Potok, un representante del Southern Poverty Law Center (SPLC) que había examinado publicaciones en internet de Poplawski, declaró que «creía que los judíos estaban llegando, la sociedad estaba controlada por los judíos, ya sabes, todos estamos bajo el pulgar de sionistas y todo eso». Un informe de la Liga Antidifamación declaró que Poplawski había expresado su frustración de que «no hay suficiente atención que se está centrando en el mal de los judíos».
Poplawski era un miembro de Stormfront, un sitio web de supremacía blanca, donde era un visitante frecuente. Según los informes, Poplawski había publicado una foto de su tatuaje, una «versión deliberadamente americanizada del águila de hierro» a la página web, así como un enlace a un video de YouTube del congresista Ron Paul discutiendo en Fox News con Glenn Beck rumores sobre la existencia de campos de concentración administrados por la AFME. Poplawski se registró por última vez en Stormfront a las 3:32 a. m. del sábado, solo unas horas antes de los disparos. Poplawski también visitó con frecuencia y de vez en cuando realizaba publicaciones en el sitio web Infowars de Alex Jones. Una de sus frustraciones con el sitio, sin embargo, fue que supuestamente no se centraba lo suficiente en los «roles nefastos» jugados por los judíos en todas estas conspiraciones. «Para ser tan grandes jugadores en el juego final», observó en una publicación del 29 de marzo de 2009 en Infowars, «demasiados 'infoguerreros' están sorprendentemente no familiarizados con los sionistas». Entre los últimos enlaces de Poplawski de MySpace estaban un test de personalidad Myers-Briggs y un gráfico de psicoterapia.

### Víctimas
Los tres agentes fallecidos fueron:
- Oficial Eric G. Kelly, de 41 años de edad, un veterano de 14 años de la fuerza, le sobreviven su esposa, tres hijas, madre y hermana;
- Oficial Stephen J. Mayhle, de 29 años de edad, un veterano de dos años de la fuerza, le sobreviven su esposa, dos hijas, padres y dos hermanos;
- Oficial Paul J. Sciullo, II, de 37 años de edad, un veterano de dos años de la fuerza, le sobreviven sus padres, dos hermanas y su prometida.[10]

Los dos agentes heridos fueron:
- Oficial Timothy McManaway, de 46 años de edad, un veterano de 14 años de la fuerza; y
- Oficial Brian Jones, de 37 años de edad, un veterano de tres años de la fuerza que sufrió una lesión en la pierna no relacionada directamente con el tiroteo.

Un pase de lista de radio final para los tres oficiales muertos se llevó a cabo después de los disparos la noche del sábado 4 de abril. El 6 de abril, el gobernador Ed Rendell anunció que las banderas de todos los edificios estatales serían izadas a media asta hasta el final de la semana.

## Consecuencias

### Investigación
Se reveló después que, aunque la madre de Poplawski le había dicho al operador de 9-1-1 que Poplawski poseía armas de fuego, el operador había escrito «sin armas» en la pantalla del ordenador, transmitiendo la información al despachador de la policía. Cuando el operador le preguntó a la Sra. Poplawski si su hijo tenía armas, ella respondió que sí, y declaró que todas eran legales. Cuando se le pidió confirmar que no estaba siendo amenazada con las armas de fuego, la Sra. Poplawski no respondió, en su lugar repitiendo que quería a su hijo fuera de la casa. La administración del centro de respuesta del condado de Allegheny sostiene que lo que el despachador quería decir era que no había armas involucradas en la disputa. El jefe de servicios de emergencia del condado declaró que el operador de 9-1-1 había estado en el trabajo por menos de un año, incluida la formación, y fue colocado en licencia administrativa y asesoramiento ofrecido.
Según los policías que interrogaron a Poplawski mientras estaba en prisión, Poplawski creyó que Mayhle estaba fingiendo su muerte, por lo que le disparó de nuevo. Dijo a la policía que tenía previsto que la policía lo matara, pero cambió de opinión y se rindió, con la esperanza de que pudiera escribir un libro en la cárcel. Los interrogadores describieron a Poplawski como no arrepentidos con una «actitud fría». En las horas posteriores al fin del enfrentamiento y durante las entrevistas con los detectives, Poplawski se jactaba de sus acciones, diciéndoles que pensó que podría haber matado a tantos como cinco oficiales.

### Ceremonias

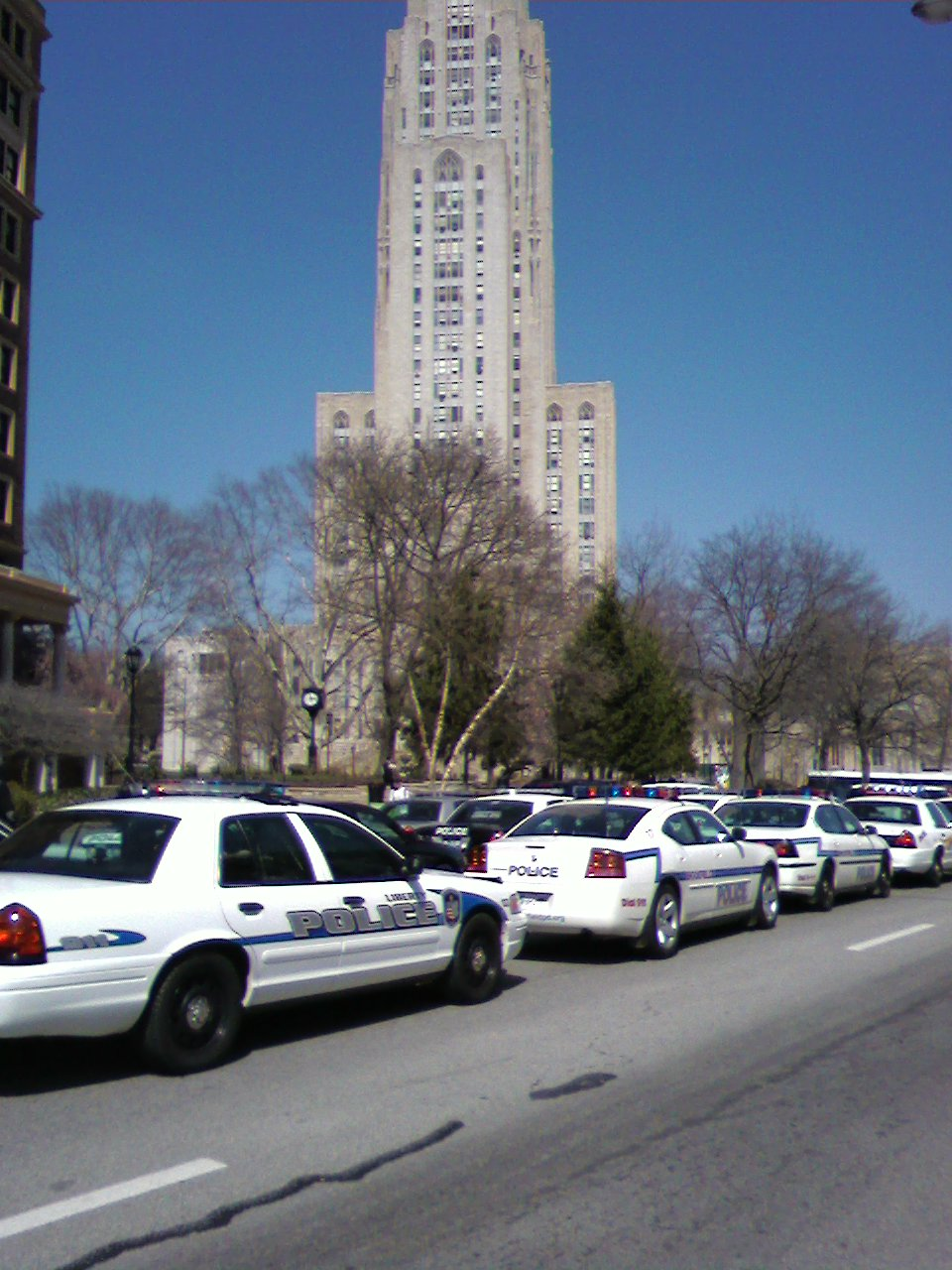
Coches de policía a lo largo de Forbes Avenue, cerca de la Catedral del Aprendizaje durante la ceremonia funeraria.

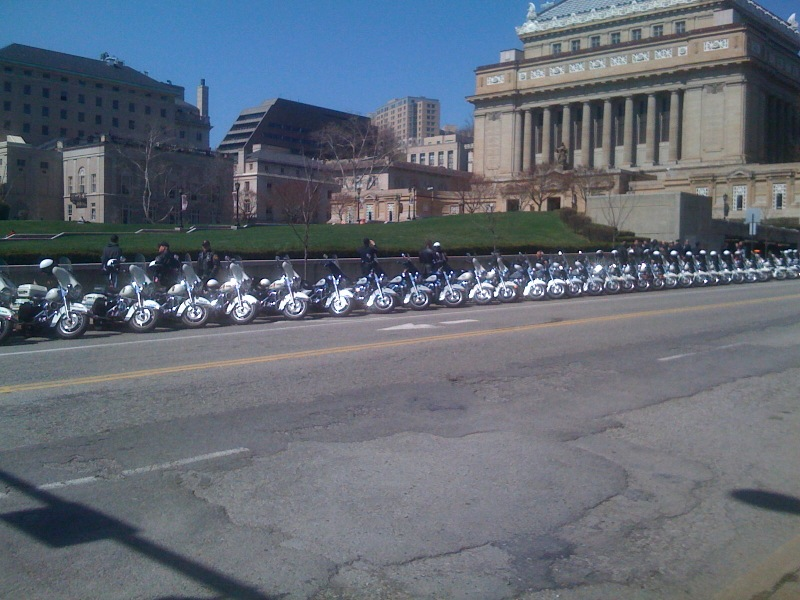
Motocicletas de la policía a lo largo de cerca del Memorial de Soldados y Marineros.

Los restos de los oficiales Kelly, Mayhle, y Sciullo fueron velados en el Edificio de la Ciudad-Condado de Pittsburgh del 8 de abril hasta las 10:00 a. m. del 9 de abril. Miles de ciudadanos y agentes de policía visitaron los ataúdes, incluyendo representantes de la Policía Metropolitana de DC, el condado de Montgomery, Maryland, el condado de Cobb, la policía de Georgia, y 49 efectivos de la policía estatal de Nueva Jersey.
Comenzando a las 10:00 a. m. del jueves 9 de abril, los ataúdes fueron llevados en tres coches fúnebres, y una procesión de unos 1 000 vehículos de la policía viajaron, junto con las bandas de gaitas y tambores de los departamentos de policía y de bomberos de otras ciudades, desde el Edificio de la Ciudad-Condado a lo largo de la vía de autobuses Martin Luther King al Petersen Events Center de la Universidad de Pittsburgh. Cientos de agentes estuvieron de pie en posición de firmes fuera del lugar durante casi dos horas. Invitados a la ceremonia incluyeron el director del FBI, Robert Mueller; el fiscal de distrito del condado de Allegheny, Stephen Zappala; el ejecutivo del condado Dan Onorato; el gobernador de Pensilvania, Ed Rendell; el fiscal general del estado, Tom Corbett; el senador de los Estados Unidos Bob Casey; el exjefe de policía de Pittsburgh, Nathan Harper; y el exjefe Robert McNeilly.

### Procedimientos criminales
El 21 de abril de 2010, un portavoz del fiscal de distrito del condado de Allegheny, Stephen Zappala, anunció que iba a pedir la pena de muerte para Poplawski, cuya acusación formal tuvo lugar el 1 de junio, un juez del condado ordenó a los investigadores de la policía, abogados y personal de los tribunales y cárceles no discutir el caso con los medios de comunicación.
Aunque Pensilvania tiene la pena de muerte en los libros, y tiene cientos de asesinos convictos en el corredor de la muerte, la última vez que el estado ejecutó a alguien fue en 1999. Desde que el estado restableció la pena de muerte en 1978, solo tres personas han sido ejecutadas, y los tres habían renunciado a sus derechos de apelación. Pensilvania nunca ha ejecutado a nadie que ha aprovechado al máximo el proceso de apelación. Según el Pittsburgh Post-Gazette, si Poplawski opta por aprovechar al máximo el proceso de apelación, incluso si él está condenado a la muerte, «no puede suceder».
Durante la primera semana de junio de 2009, el caso fue asignado oficialmente al Juez de Causas Comunes Jeffrey A. Manning. El 5 de junio, Manning ordenó a los abogados el intercambio de materiales de descubrimiento de inmediato, y programó una audiencia el 13 de agosto para «abordar las cuestiones pendientes de descubrimiento». Después, una fecha se fijaría para escuchar peticiones previas al juicio, seguido de una fecha para el juicio. Aunque los casos se suelen asignar a los jueces al azar, se hace una excepción para los casos que posiblemente podrían implicar la pena de muerte. Manning fue asignado a este caso ya que durante sus 20 años como juez, ha escuchado casi dos docenas de casos en los que la pena de muerte era una posibilidad, incluido el juicio de Richard Baumhammers en 2001, que fue condenado a muerte por el asesinato de cinco personas.
El juicio de Poplawski estaba originalmente programado para comenzar el 12 de octubre de 2010, pero se retrasó hasta el 25 de abril de 2011, debido a una petición de la defensa de un tiempo adicional para hacer frente al aspecto de la pena de muerte del caso. El juicio comenzó el 20 de junio de 2011. El sábado 25 de junio de 2011, el jurado emitió un veredicto de culpable de tres cargos de homicidio en primer grado y todos los otros cargos, después de deliberar durante aproximadamente 4 horas. El 28 de junio de 2011, Poplawski fue condenado a muerte por inyección letal tras ser declarado culpable por el jurado días antes.